# Politica Maltei
Alegătorii micii insule mediteraneene arată o divizare politică cum nu se mai găsește altundeva. Conservatorii naționaliști și socialiștii se luptă pentru putere, ambii ar putea construi o circumscripție stabilă. De aceea în Malta diferența de voturi a fost foarte mică.
Președintele Edward Fenech Adami a sperat, de exemplu, la o votare cu 57% pentru Referendumul UE - și a numit aceasta o mare majoritate.
Statutul de membru de partid este moștenit din generație în generație, în Malta.
La 12 martie 2003, la patru zile de la referendumul pentru extinderea Uniunii Europene, în Malta au avut loc alegeri parlamentare. După modelul referendumului, maltezii au ales conservatorii naționali (PN) pentru 51,79% din locurile din parlament și Partidul Muncii (MLP) pentru 47,52% din locurile din Parlament (MLP). Al treilea partid, Alternattiva Demokratika (AD), a primit 0,68% din voturile exprimate și deci nici un loc în Parlament.